# Mack (Schiffbau)

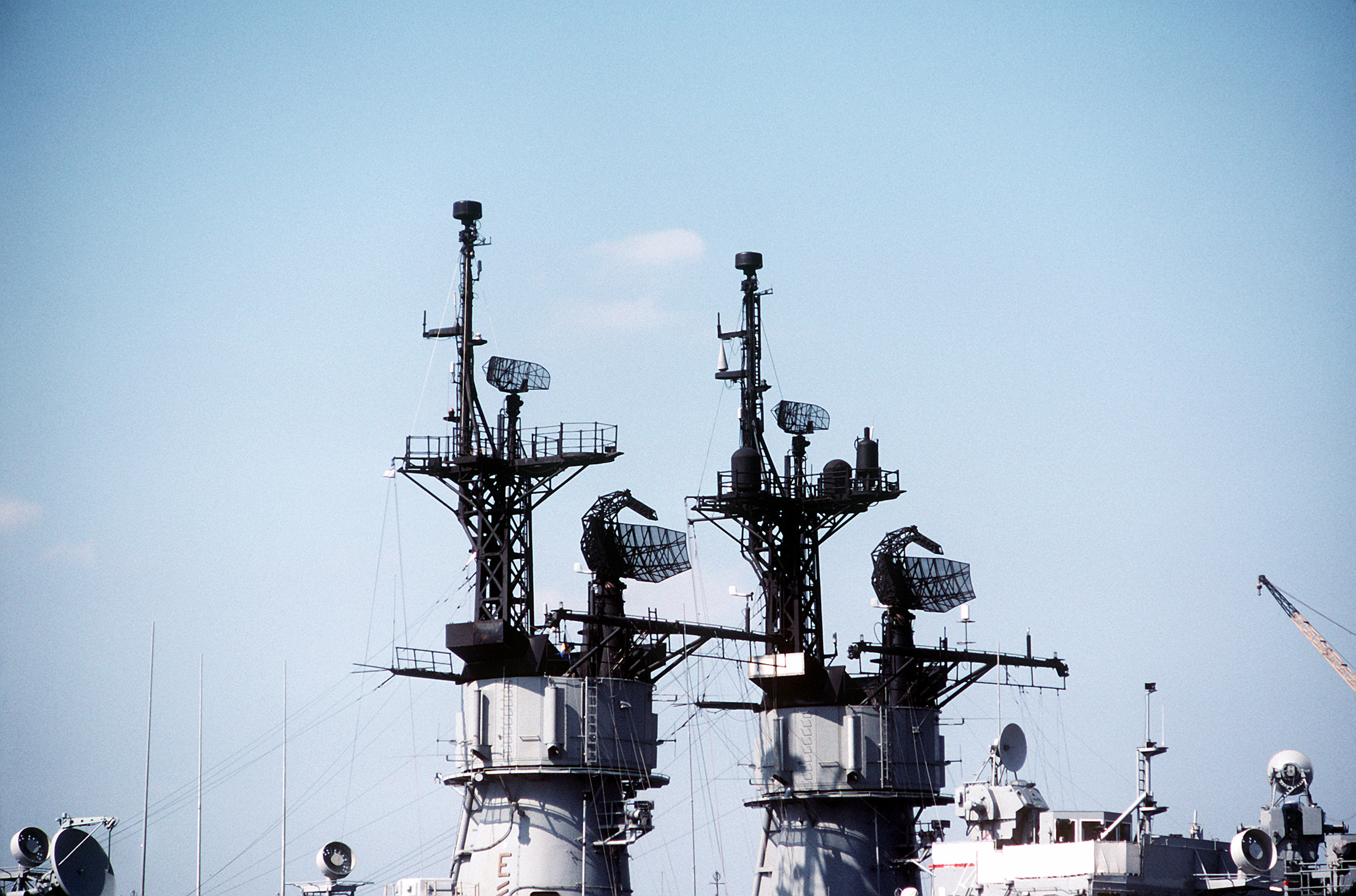
Macks von Fregatten der Knox-Klasse

Mack ist im Schiffbau eine Bezeichnung für eine Kombination aus Mast und Rauchabzug (engl. stack). Der Name entsteht aus der Zusammenziehung der englischen Bezeichnungen „mast“ und „stack“. Macks werden zumeist auf Kriegsschiffen eingesetzt, wo sie eine platzsparende Methode sind, um umfangreiche elektronische Anlagen unterzubringen. Bei der US-Marine waren die Lenkwaffenkreuzer der Leahy-Klasse die ersten Schiffe mit einer Mack.